# Lello Perugia
Lello Perugia (Roma, 31 ottobre 1919 – Roma, 24 novembre 2010) è stato un partigiano italiano di origine ebraica e un superstite dell'Olocausto.
Tre dei suoi quattro fratelli morirono in lager. Membro dell'Associazione Nazionale Ex Deportati nei campi nazisti, si è impegnato come testimone, spesso insieme al fratello Angelo, anche lui sopravvissuto, al fine di conservare e trasmettere la memoria dello sterminio. Primo Levi si ispirò alla sua figura per tratteggiare i personaggi di Piero Sonnino in Se questo è un uomo, e di Cesare, uno dei protagonisti de La tregua.
(Primo Levi, La tregua)

## Biografia

### Le origini e la vita famigliare prima della guerra
Lello Perugia nacque al numero 70 di via degli Equi nel quartiere di San Lorenzo, a Roma, da Emma dell'Ariccia e Israele Perugia. Oltre a lui, la coppia ebbe altri nove figli, sei maschi e quattro femmine. Mosè, nato nel 1912, morì a un anno di età. La famiglia era di solide tradizioni libertarie e antifasciste. Il nonno materno, Mosè dell’Ariccia, conobbe il carcere pontificio per la sua fede repubblicana e fu amico fraterno di Ernesto Nathan, sindaco di Roma dal 1908 al 1913. La figura del nonno materno ebbe un peso rilevante nella formazione politica dei fratelli Perugia. 
Il padre di Lello era socialista; la madre, comunista, fu tra le fondatrici del Partito comunista italiano e dell’Unione donne italiane e fu invitata da Alcide De Gasperi a prendere parte, assieme al padre dei Fratelli Cervi, Alcide, alla delegazione italiana in occasione della Conferenza internazionale di Pace a Parigi nel 1947  per dimostrare che in Italia vi era stata anche un’opposizione antifascista che aveva pagato un prezzo altissimo, e per cercare di ottenere sconti sulle sanzioni di guerra. Lello all’età di 11 anni conobbe l’anarchico Errico Malatesta alla fonderia l’Umanitaria di Via dei Sabelli a San Lorenzo. Subito dopo il diploma il padre aveva aperto una drogheria-torrefazione nella zona del Pantheon, poi era diventato proprietario di un negozio di mobili vicino al Teatro Valle. Quest'ultima attività andò fallita a causa della Prima Guerra Mondiale. Nel 1920, con alcuni soci, iniziò un commercio all'ingrosso degli stracci esteso dal Lazio alla Campania e alla Toscana (la vendita degli stracci avveniva nella città di Prato). La madre gestiva un emporio insieme a una sorella.
La famiglia era benestante e conduceva un tenore di vita borghese. In casa nessuno era praticante e non c’era grande attenzione per la vita religiosa; frequentavano il tempio soltanto per le ricorrenze principali, in media due volte all’anno, per il Rosh Hashanah   e il Kippur. Lello Perugia a 13 anni si rifiutò addirittura di fare il “mignanne”, cioè il bar mitzvah, perché si sentiva «cittadino del mondo»  e quindi in un’ottica libertaria e anticonformista avvertiva l’appartenenza religiosa come una limitazione imposta alla sua identità.  Nel 1938, con la promulgazione delle leggi razziali, Israele Perugia fu costretto a chiudere la sua impresa e gli venne ritirata la licenza di vendita; da quel momento in poi la famiglia poté fare affidamento esclusivamente sulla solida posizione economica conquistata negli anni precedenti.
Lello Perugia frequentò le scuole pubbliche fino alla licenza media, poi conseguì un diploma di agraria. Poiché aderiva al pensiero sionista, intraprese gli studi di agraria con l’intenzione di trasferirsi in Israele a lavorare in un kibbutz; questa ipotesi fu poi accantonata perché  non volle separarsi dalla sua famiglia. Successivamente prese un diploma di contabile e iniziò a lavorare come amministratore. Dopo il 1938 il Joint Israel propose ad Angelo e a Lello Perugia di emigrare nel Regno Unito, ma anche in questo caso l’attaccamento alla famiglia ebbe la meglio e i due fratelli rinunciarono a questa opportunità per non lasciare i loro congiunti. Prima delle leggi razziali Lello lavorò come contabile presso la Piperno Case di proprietà di Angelo Piperno, una società immobiliare di Roma; successivamente continuò con lo stesso mestiere presso aziende cittadine "ariane" che approfittavano delle prestazioni d'opera in nero da parte di lavoratori ebrei sottopagandoli.

### L’8 settembre e la Resistenza
Il 10 settembre 1943 Lello Perugia partecipò alla battaglia di Porta San Paolo, un disperato tentativo di difendere la capitale dalle truppe naziste condotto da reparti dell'esercito, fra cui i Granatieri di Sardegna, e da gruppi di civili accorsi spontaneamente oppure organizzati dai partiti antifascisti. Durante uno scontro in via Cavour, nei pressi dell’hotel Continental, vide cadere un bambino di circa dieci anni, colpito dal fuoco tedesco. Entrò così in contatto con la Resistenza romana, con la quale iniziò a collaborare compiendo azioni di sabotaggio in città.
Quando i nazisti il 26 settembre 1943 chiesero agli ebrei romani di consegnare cinquanta chili d’oro in cambio dell’incolumità, Lello Perugia, convinto che si trattasse di una trappola, consigliò alla madre di non partecipare alla raccolta. Entrambi erano d'accordo sull’idea di usare quel denaro per acquistare armi e tentare una resistenza armata, ma alla fine Emma dell’Ariccia, temendo il giudizio negativo della comunità, decise di contribuire lo stesso. Lello Perugia infatti aveva avuto modo di parlare con ebrei scappati dalla Polonia, dalla Germania e dall’Austria e aveva appreso dalla loro voce quale era la sorte riservata agli ebrei all’interno del sistema nazista.
I Perugia il 16 ottobre 1943 scamparono al rastrellamento degli ebrei ordinato da Kappler grazie alla telefonata di un maresciallo di pubblica sicurezza che li avvertì di quanto stava accadendo. In Sabato nero si legge che uno sconosciuto li chiamò e disse: «Qui è Peppe. Corri!». Il tono della voce era talmente pieno di urgenza, che Lello capì subito e fuggì insieme al resto della famiglia. La madre e le sorelle furono ospitate nel convento delle suore Figlie di Maria Santissima dell’Orto in via Tiburtina Vecchia per intercessione di don Libero Raganella  e lì rimasero fino al mese di dicembre 1943. Lello Perugia riferì che, sebbene egli portasse di tanto in tanto al convento generi alimentari assai preziosi in quel momento come farina e patate, le religiose, in cambio dell’ospitalità, chiedevano delle somme di denaro che in quel momento non erano nella disponibilità della famiglia.
Tutti e cinque i fratelli Perugia aderirono alla Banda Liberty, una formazione internazionale composta da italiani e da militari alleati, in alcuni casi ex prigionieri di guerra (inglesi, sudafricani, australiani, polacchi), fondata in Abruzzo dallo studente diciannovenne Renzo Gulizia, che avevano conosciuto durante la battaglia di Porta San Paolo. Lello Perugia nutriva un profondo spirito libertario e antidogmatico; si sentiva vicino alle posizioni anarco-comuniste e osteggiava lo stalinismo, per cui gli sembrò naturale scegliere una formazione internazionale e non di partito.
Tutta la famiglia si trasferì a Tufo di Carsoli, in Abruzzo, dove i fratelli Perugia operarono all’interno della banda Liberty insieme a Renzo Gulizia. Fino al gennaio del 1944 i membri della banda si impegnarono soprattutto in azioni di sabotaggio e di assistenza agli ex prigionieri di guerra evasi, i quali erano accompagnati nelle vicinanze di Montecassino e aiutati ad attraversare il fronte e a ricongiungersi con gli Alleati. Nel gennaio del 1944 Renzo Gulizia iniziò a tessere contatti e a procurarsi armi al fine di trasformare il suo nucleo di partigiani in banda armata.
Il 14 aprile 1944 Lello, Angelo, Settimio, Mario e Giovanni Perugia furono arrestati insieme ad alcuni compagni da un gruppo di nazifascisti, probabilmente in seguito a una delazione. Lello Perugia possedeva un documento di identità falso rilasciatogli da Monsignor Desiderio (Didier) Nobels e intestato a Marcello Marcellini, ma la sua vera identità era nota ai tedeschi. I cinque vennero condotti al carcere tedesco di Borgo di Collefegato (oggi Borgorose), dove furono interrogati per dieci giorni. I carcerieri desideravano conoscere, in particolare, il cifrario grazie al quale Renzo Gulizia comunicava in inglese, nel Regno Unito, le operazioni della formazione. Lello era però riuscito a ingoiare il foglio su cui il cifrario era scritto e, malgrado le percosse, riuscì a resistere e non rivelò ai suoi carcerieri nessuna informazione. Furono poi trasferiti nel carcere di via Tasso, a Roma, e vi rimasero per due giorni, rinchiusi in cinque in una toilette per mancanza di posti liberi; nel corso degli interrogatori erano osservati da uno spioncino e non potevano né sedersi, né appoggiare le spalle alle pareti.  Furono poi condotti al braccio tedesco di Regina Coeli. Qui vennero imprigionati in sei in una cella molto piccola, senza aria.
Dopo un mese, alla fine di maggio del 1944, furono caricati su un camion insieme ad altri ebrei reclusi e dopo un giorno e mezzo di viaggio arrivarono al campo di raccolta di Fossoli di Carpi, vicino a Modena. Durante il viaggio Lello avrebbe potuto fuggire, ma rinunciò temendo la rappresaglia tedesca che in caso di evasione si sarebbe abbattuta sugli altri prigionieri del trasporto.

### La deportazione
I fratelli Perugia partirono dalla stazione di Fossoli con destinazione Auschwitz- Birkenau il 26 giugno del 1944 (Trasporto 56 Tibaldi; convoglio 13 dal campo di Fossoli). Sono stati identificati 527 deportati di quel convoglio, ma non si conosce il numero esatto di quanti partirono. In ogni vagone furono ammassate circa settanta persone.  Durante una sosta a Innsbruck, in Austria, alcuni bambini udirono le grida dei deportati che chiedevano acqua e tirarono pietre al convoglio. Il treno arrivò il 30 giugno. Dei cinque fratelli furono immatricolati nel campo soltanto Lello, Angelo e Settimio; Mario e Giovanni furono inviati subito alle camere a gas. 
A Lello Perugia fu tatuato sul braccio il numero A 15803.  Rimase ad Auschwitz-Birkenau fino al mese di ottobre 1944, quando fu trasferito a Monowitz  insieme al fratello Settimio. Durante tutto il periodo della deportazione, sia ad Auschwitz-Birkenau che a Monowitz lavorò duramente come manovale all’aperto per lo più con mansioni estremamente faticose di trasporto e scarico di sacchi di pietre, sabbia e cemento. A Monowitz conobbe Primo Levi.
Alla fine di gennaio, di fronte all’avanzata dei russi, i nazisti abbandonarono il campo costringendo i prigionieri che erano in grado di camminare a seguirli verso occidente, fino nel cuore del Reich, nel corso di quelle che sono state chiamate le marce della morte. Lello e Settimio Perugia riuscirono a sottrarsi: Settimio rimase nella baracca, mentre Lello stava malissimo e fu ricoverato in infermeria. Avvertendo il frastuono prodotto dagli scontri fra l’esercito russo e quello tedesco, si nascose fra i cadaveri e vi rimase due giorni e due notti in uno stato di semincoscienza. Anche Primo Levi, ammalatosi di scarlattina, rimase nell’infermeria del campo. Quando Auschwitz venne liberato dai russi il 27 gennaio del 1945 Settimio era gravemente ammalato e nonostante i tentativi di cura morì poco dopo. Lello per un periodo fu arruolato dai sovietici e coinvolto in un lavoro di posizionamento dei razzi katiuscia al confine con l’unione sovietica perché l’Urss temeva un attacco anglo-americano. 
Lello Perugia, insieme a Primo Levi, Leonardo Debenedetti e un nutrito gruppo di profughi italiani, alcuni dei quali superstiti dai Lager, intraprese un lungo percorso di ritorno attraverso l’Europa orientale e i territori dell’Unione Sovietica, il viaggio rocambolesco e interminabile che Levi avrebbe narrato circa venti anni dopo nel libro La tregua (1963). Presi in custodia dai russi, i profughi sostarono nel campo di Bogucice, vicino a Katowice, poi in quello di Staryie Doroghi (nell’attuale Bielorussia); da qui il viaggio proseguì lentamente in treno, fra ritardi, guasti tecnici e binari morti.
Lello Perugia, a differenza dei suoi compagni, rientrò in Italia con un aereo della RAF nell’ultima settimana di dicembre del 1945. Temendo che il rientro in Italia fosse procrastinato a causa della “quarantena” alla quale gli ex deportati avrebbero potuto essere sottoposti a Saint Valentin, in Austria, durante la sosta a Curtici decise di abbandonare il convoglio e di recarsi a Bucarest per essere poi rimpatriato in aereo. Giunto nella capitale romena, apprese dal console italiano Luigi Dominici che, a causa della normativa approvata dal governo di Ivanoe Bonomi, il rimpatrio dei profughi italiani era a carico degli stessi e non dello stato italiano. Lello si vide costretto a trovare con ogni mezzo i soldi grazie ai quali avrebbe potuto essere rimpatriato dagli inglesi. Nel frattempo aveva stretto amicizia con altri ex deportati italiani che a Bucarest si trovavano nella sua stessa situazione. Pensò allora di impegnarsi in una serie di conferenze nel corso delle quali proponeva al pubblico il racconto dei mesi trascorsi in Lager. Molti romeni di origini ebraiche che avevano studiato in Italia erano in grado di comprendere i discorsi di Lello e andavano ad ascoltare la sua testimonianza per aiutare i profughi a sostenere le spese del rientro. Alcuni contributi economici vennero anche dal corriere diplomatico Arditi e da italiani benestanti che avevano attività in Romania. 
Alla fine Lello riuscì a mettere insieme le sedici sterline necessarie per il suo rimpatrio e per quello di altri dodici ex deportati. Il campo di aviazione inglese richiedeva però denaro in tagli non troppo grandi; Lello si recò allora a cambiare le sterline raccolte in una banca romena e poté finalmente partire, non prima di essersi fatto rilasciare una ricevuta che dimostrava che i profughi avevano pagato il viaggio di tasca propria. Al rientro in Italia fu arrestato appena sbarcato a Bari e scoprì così che i soldi ricevuti dalla banca romena erano falsi. L’episodio costò una denuncia e un processo al console Dominici, il quale era del tutto estraneo ai fatti.

### Il ritorno in Italia
Una volta rientrato a Roma, Lello Perugia trovò lavoro in un primo momento come operaio nel Genio civile, poi si impiegò all’Istituto Poligrafico dello Stato con la mansione di ispettore al controllo Carte e valori. Nel dopoguerra, insieme ad altri sopravvissuti al campo di Monowitz fra cui Primo Levi e Leonardo De Benedetti, fece causa all’I.G. Farben, la grande industria chimica proprietaria della fabbrica di Buna, per la quale i prigionieri erano costretti a lavorare in condizioni di schiavitù. Il processo giunse a conclusione soltanto nel 1959, con il riconoscimento di un indennizzo dal valore poco più che simbolico per gli ex deportati.
Nel 1962 Lello Perugia sposò a Roma Arduina Polacco, figlia dell’attore Cesare Polacco, da cui ebbe due figli. Nel dopoguerra fu uno dei dirigenti dell’Associazione Nazionale Ex Deportati nei campi nazisti e dell’Associazione Nazionale Partigiani d'Italia e militò nel Partito Comunista Italiano. Nella sezione del PCI dei Parioli strinse un rapporto di amicizia con Umberto Terracini. Gli fu proposto di frequentare la scuola di partito e poi di candidarsi alle elezioni, ma egli rifiutò, perché riteneva di non potersi adeguare ai compromessi che la carriera politica inevitabilmente porta con sé.  Nel 1975, nel trentesimo anniversario della Liberazione, il sindaco Clelio Darida gli conferì la medaglia d’oro con la seguente motivazione: «ex partigiano combattente, ex deportato nel Campo di sterminio di Auschwitz»; nel 1984 Ugo Vetere gli conferì anche la medaglia ricordo del Comune di Roma. Dopo il crollo dei regimi comunisti nel 1989 Lello Perugia si iscrisse a Rifondazione Comunista.

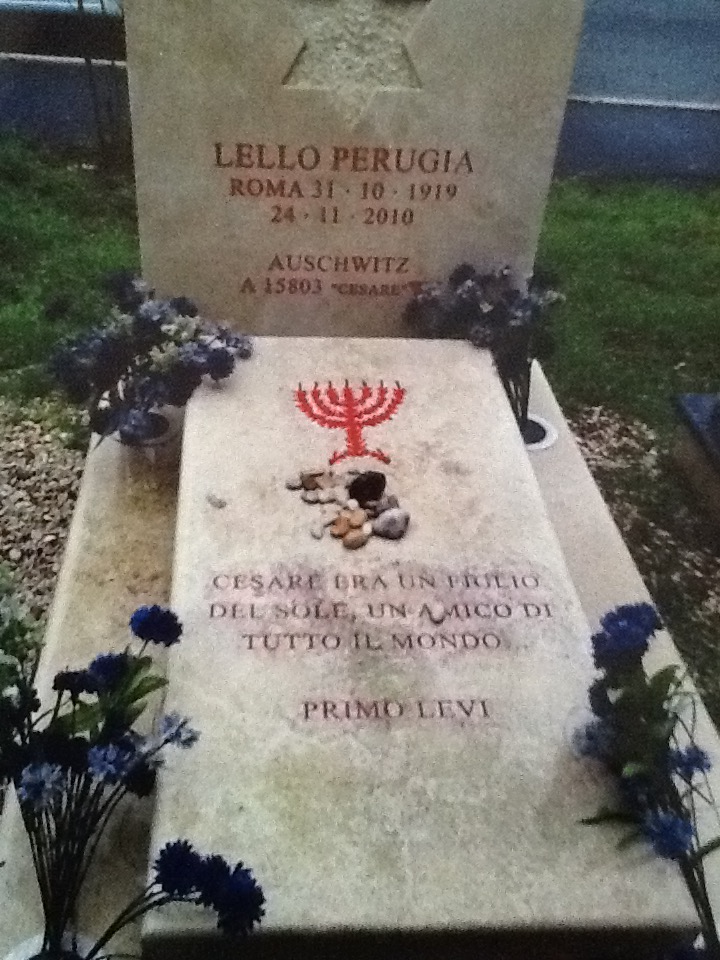
Monumento funebre di Lello Perugia, cimitero di Prima Porta a Roma, opera di Georges De Canino

Morì a Roma, all’ospedale San Camillo, il 24 novembre 2010.  Le sue spoglie riposano nel cimitero romano di Prima Porta, nella tomba disegnata per lui dall’artista Georges de Canino. 
Il monumento funebre  è un’opera d’arte in travertino sulla quale è incisa da disegno originale una grande menorah di colore rosso pompeiano, accompagnata dalle parole di Levi, scritte in caratteri classici: «Cesare era un figlio del sole, un amico di tutto il mondo». Sia il colore usato, sia il materiale - il travertino è il marmo di Roma- rimandano alla tradizione artistica romana.

## L’amicizia con Primo Levi
Sebbene si fossero già visti precedentemente, Lello Perugia e Primo Levi strinsero amicizia a Monowitz nel gennaio del 1945, dopo l’abbandono del campo da parte dei nazisti e prima che arrivassero i russi a liberarli. Lello giaceva in una cuccetta del reparto dissenterici e Primo, dalla camera degli infettivi in cui si trovava, sentiva parlare in italiano attraverso la parete divisoria. Decise di andare a vedere chi ci fosse là dietro e incontrò Lello, al quale portò poi quella sera stessa dell’acqua e della minestra. Fu quello l’inizio del loro lungo rapporto di amicizia, come si legge in una pagina de La tregua:
(Primo Levi, "La tregua" [1963], ora in Opere complete cit., p. 357)
Primo Levi si ispirò a Lello Perugia per tratteggiare il profilo di Cesare, uno dei protagonisti de La tregua. Lo scrittore ha spiegato in più occasioni che i suoi personaggi sono il risultato di un complesso lavoro combinatorio:
(Primo Levi, intervista televisiva per la rubrica VIP, Rai Piemonte, 1981.)
Nel caso di Cesare-Lello tale operazione è sicuramente avvenuta nella trasposizione dell’esperienza vissuta dalla memoria alla pagina. Il personaggio di Cesare incarna alcuni aspetti della personalità di Lello Perugia quali l’amore per la libertà, la generosità, la capacità di adattarsi e di escogitare soluzioni piene di inventiva per far fronte alle esigenze della vita quotidiana; tuttavia egli si differenzia dal suo modello in carne e ossa per la professione svolta e per la classe sociale di provenienza. Di Cesare si dice infatti che è nato nel quartiere di Trastevere, dove sorge l’antico ghetto di Roma, e che ha tenuto un banco a Porta Portese, mentre Lello come si è visto non ha mai abitato nel ghetto e prima della guerra lavorava come contabile. Levi, esponente della borghesia ebraica piemontese, probabilmente rimase affascinato dalla vivacità e dalla saggezza pratica degli strati più popolari della comunità ebraica romana, e a questi ultimi volle rendere omaggio costruendo un personaggio che incarnasse una condizione sociale “tipica” e abbastanza frequente, e che al tempo stesso riprendesse alcuni tratti caratteriali di Lello Perugia, romano da otto generazioni, come affermava lui stesso, e suo carissimo amico. Non solo, ma è possibile che nella scelta dello scrittore vi fosse anche l’intenzione di ricordare in questo modo la popolazione del ghetto, in parte annientata in seguito al rastrellamento del ghetto di Roma del 16 ottobre 1943.
Nel personaggio di Cesare sono del tutto assenti cenni alla passione politica e alla militanza antifascista che improntarono le scelte di Lello Perugia, sia in conseguenza di radicate tradizioni famigliari, sia per profonda convinzione personale. Lello si risentì vagamente per il silenzio dello scrittore su questi aspetti della sua storia e in seguito a questo episodio vi furono fra i due amici affettuosi contrasti, che comunque non offuscarono un rapporto fatto di confidenza e sintonia. A questo proposito appare significativo il fatto che per tutta la vita Lello chiamò Primo con l’affettuoso nomignolo di «Lapè», come si legge ne La tregua:
(Primo Levi, La tregua cit., p. 406.)
L’omissione dell’impegno politico nel ritratto di Cesare potrebbe essere motivata letterariamente dalla necessità di rappresentare, con La tregua in generale e con il personaggio di Cesare in particolare, la libertà, l’euforia del ritorno alla vita, il desiderio di spensieratezza e di avventura grazie ai quali quel lungo viaggio gli apparve a posteriori, nonostante le difficoltà, «una parentesi di illimitata disponibilità, un dono provvidenziale ma irripetibile del destino». Se si eccettuano i primi due capitoli ambientati nel Campo grande di Auschwitz, La tregua mette in scena l’epopea stracciona dei reduci attraverso l’Europa distrutta dal conflitto. Durante il loro passaggio i protagonisti gettano sullo scenario di devastazione uno sguardo in cui la curiosità e la fame di vita si fondono con l’incredulità per essere scampati al massacro. Cesare è parte integrante di questo contesto precario e vivace, dove sullo sfondo di un sentimento diffuso di speranza coesistono momenti di autentico divertimento e squarci di dolorosa consapevolezza. Levi desiderava far respirare ai suoi lettori il clima di quei mesi descrivendo gli episodi avvenuti nel corso del viaggio e restituendo i ritratti di personaggi che mettono in atto mille espedienti per tirare avanti e per ciò stesso si concentrano prevalentemente sul presente e sul futuro senza volgere troppo lo sguardo al passato. Cesare non fa eccezione a questa regola sottointesa e si configura, anzi, come il personaggio positivo per eccellenza, scanzonato e socievole, scaltro ma sensibile nei rapporti con il prossimo.
Lo scrittore calcò la mano su queste qualità, probabilmente le più proficue e letterariamente “funzionali” data l’ambientazione del testo, e facendo ciò automaticamente optò per una scelta che non lasciava spazio al discorso sulla dimensione politica della lotta contro il nazifascismo, di cui pure Lello era stato uno dei protagonisti.
Cesare, pur connotato geograficamente e socialmente, incarna un ideale umano che aspira a essere universale e perciò deve essere spogliato di riferimenti troppo stringenti alla politica, ai conflitti recentissimi che avevano segnato la sorte di quanti avevano osato ribellarsi al nazifascismo, alle cicatrici ancora troppo fresche con cui i sopravvissuti avrebbero fatto i conti alla fine del viaggio. Perché mentre scriveva Levi sapeva benissimo che il viaggio era stato una parentesi di sospensione spazio-temporale all’interno della quale molti avevano trovato un fragile equilibrio, finalmente liberi dall’oppressione e ancora lontani dai problemi che li avrebbero accolti con inesorabile puntualità al rientro in Italia; il suo obiettivo era di fissare sulla pagina proprio quel momento unico in cui ciascuno era tornato a essere semplicemente se stesso, senza passato e senza legami, proiettato verso un futuro sconosciuto. Quel momento che, a buon diritto, aveva deciso di chiamare “tregua”, non “liberazione” o “salvezza”: una pausa benefica per tirare il fiato fra la guerra e tutto quello che sarebbe venuto dopo.